# Endometrite
Endometrite é a inflamação do endométrio, o revestimento interior do útero. Os sintomas mais comuns são febre, dor na parte inferior do abdómen, hemorragia vaginal ou corrimento vaginal. É a causa mais comum de infeções pós-parto. A doença faz parte das doenças do espectro de doença inflamatória pélvica.
A endometrite é classificada nas formas aguda e crónica. A forma aguda tem geralmente origem numa infeção que atravessa o colo do útero na sequência de um aborto ou de um parto, durante a menstruação ou como resultado de um duche vaginal ou colocação de um dispositivo intrauterino. Entre os fatores de risco estão o parto por cesariana e a ruptura prematura das membranas. A endometrite crónica é mais comum após a menopausa. O diagnóstico pode ser confirmado com biópsia ao endométrio. Em alguns casos pode ser usada ecografia para verificar que não há presença de tecidos retidos no útero.
O tratamento geralmente consiste na administração de antibióticos. As recomendações para o tratamento de endometrite pós-parto incluem a administração de clindamicina com gentamicina. Está também recomendado o tratamento da gonorreia e clamídia em grupos de risco. A doença crónica pode ser tratada com doxiciclina. Com tratamento, o prognóstico é geralmente bom.
A frequência de endometrite é de cerca de 2% nos partos vaginais e de 10% nos partos por cesariana agendada. Nos casos em que ocorre ruptura prematura das membranas e não são usados antibióticos de prevenção, a frequência é de cerca de 30%. O termo "endomiometrite" pode ser usado na presença de inflamação tanto no endométrio como no miométrio. A condição é também relativamente comum em outros mamíferos.